# 강도석
강도석(姜度錫, 1954년 12월 22일, 전라남도 나주시 ~ )는 대한민국의 제5대 광주광역시의원이다.

## 학력
- 광주대성국민학교 졸업
- 광주서중학교 졸업
- 광주제일고등학교 졸업
- 5년제 한국방송통신대학교 행정학과 학사 졸업

### 비학위 수료
- 전남대학교 행정대학원 수료
- 전남대학교 경영대학원 수료
- 해병하사관 116기 수료

## 경력
- 1976 제1시집 발간 및 시의향연개최
- 1984 제2시집 발간
- 1986 백제정신문화연구소 이사장
- 1987 6월 민주항쟁 추진위원장
- 1987 제3시집 "민중의 빛" 발간
- 1992 한민족통일문제연구소 소장
- 2007.04 ~ 2008.02 제5대 광주광역시의회 의원
- 2007.04 ~ 2008.02 제5대 광주광역시의회 전반기 행정자치위원회 위원

## 역대 선거 결과
|  | 1.28% |

|  | 4.7% |

|  | 2.28% |

|  | 7.86% |

|  | 3.46% |

|  | 23.99% |

|  | 18.0% |

|  | 4.42% |

|  | 21.96% |

|  | 4.02% |

|  | 11.36% |

|  | 46.89% |

|  | 5.04% |

|  | 13.21% |

|  | 22.85% |

|  | 10.48% |

|  | 15.84% |

|  | 2.21% |

|  | 18.71% |